# نادي ديفردانج 03
نادي ديفردانج 03 لكرة القدم (Football Club Differdange 03) هو نادي كرة قدم لوكسمبورغي مقره في ديفردانج، تأسس سنة 2003.